# Thunukkai Divisional Secretariat
Thunukkai Divisional Secretariat är en division i Sri Lanka. Den ligger i den norra delen av landet, 250 km norr om huvudstaden Colombo.